# Plumb Bob Point
Der Plumb Bob Point (englisch für Lotspitze) ist eine Landspitze im ostantarktischen Viktorialand. Sie liegt 6 km nordöstlich des Knobhead an der Konvergenz von Taylor- und Ferrar-Gletscher und markiert das nordöstliche Ende der Quartermain Mountains.
Das New Zealand Geographic Board benannte die Landspitze 1993, wie auch weitere Objekte in diesem Gebiet, nach einem Werkzeug aus dem Vermessungswesen.